# Looström (konstruktionsbyrå)

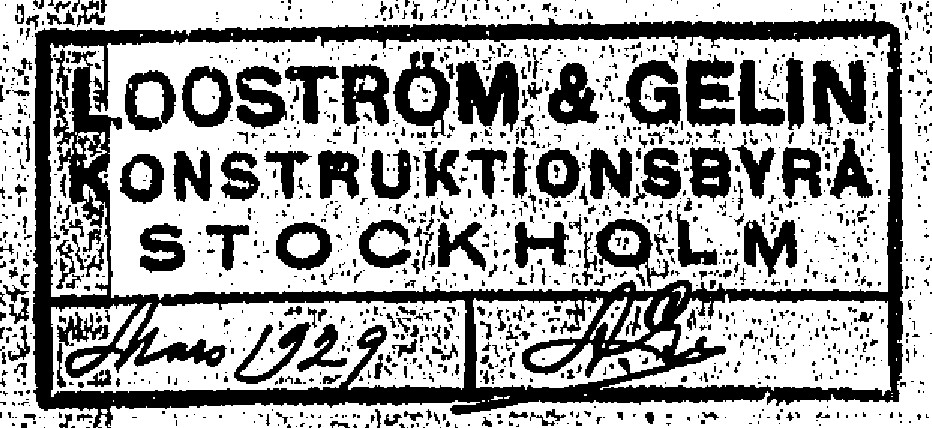
Firmans ritningsstämpel, 1929.

Looström, tidigare Looström & Gelin, är en konstruktionsbyrå i Stockholm grundad 1903 av Ivar Looström (1873–1957) och Alvar Gelin (1875–1956). Gelin hade tidigare varit anställd vid Operabyggnadens ritkontor 1893–1898 och vid Fritz Söderberghs konstruktionsbyrå 1898–1903. Företaget är familjeägt i fjärde generationen och verksamheten bedrivs framförallt inom Storstockholm.

## Historia

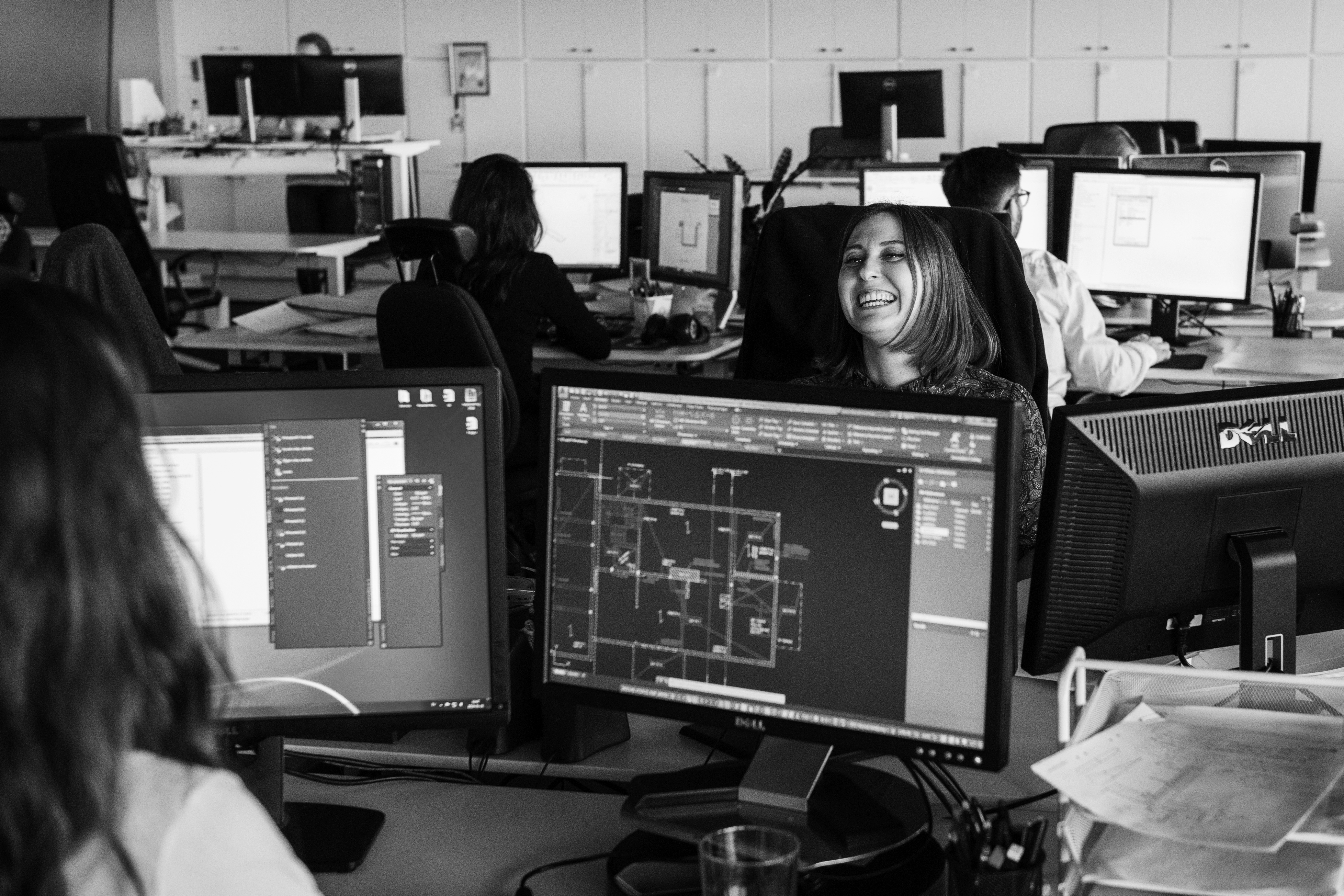
Looströms kontor.

Genom åren har firman projekterat en stor mängd bostadshus, industrier
och kända byggnader, främst i Stockholm, men även i andra delar av Sverige och utomlands. Bland dessa återfinns Handelshögskolan på Sveavägen, Handelsbankens kontor vid Kungsträdgårdsgatan 4,

Dieselverkstaden i Sickla,

Växjö domkyrka och Piteå tingshus. 
Man var även konstruktör vid projektet Östra Kvarnskogen, för vilket arkitektkontoret Brunnberg & Forshed vann 2008 års träpris från Skogsindustrierna.
Tack vare både arkitekt- och ingenjörskompetens kunde Looström tidigt åta sig stora uppdrag. Företaget existerar sedan 1903 och är därmed Sveriges äldsta verksamma konstruktionsbyrå, vilket kan jämföras med ett av världens äldsta arkitektföretag Tengbomgruppen, som grundades 1906. Dessa två företag arbetade för övrigt tillsammans med bland annat Handelshögskolan i Stockholm.

## Projekt (urval)
Äldre uppdrag

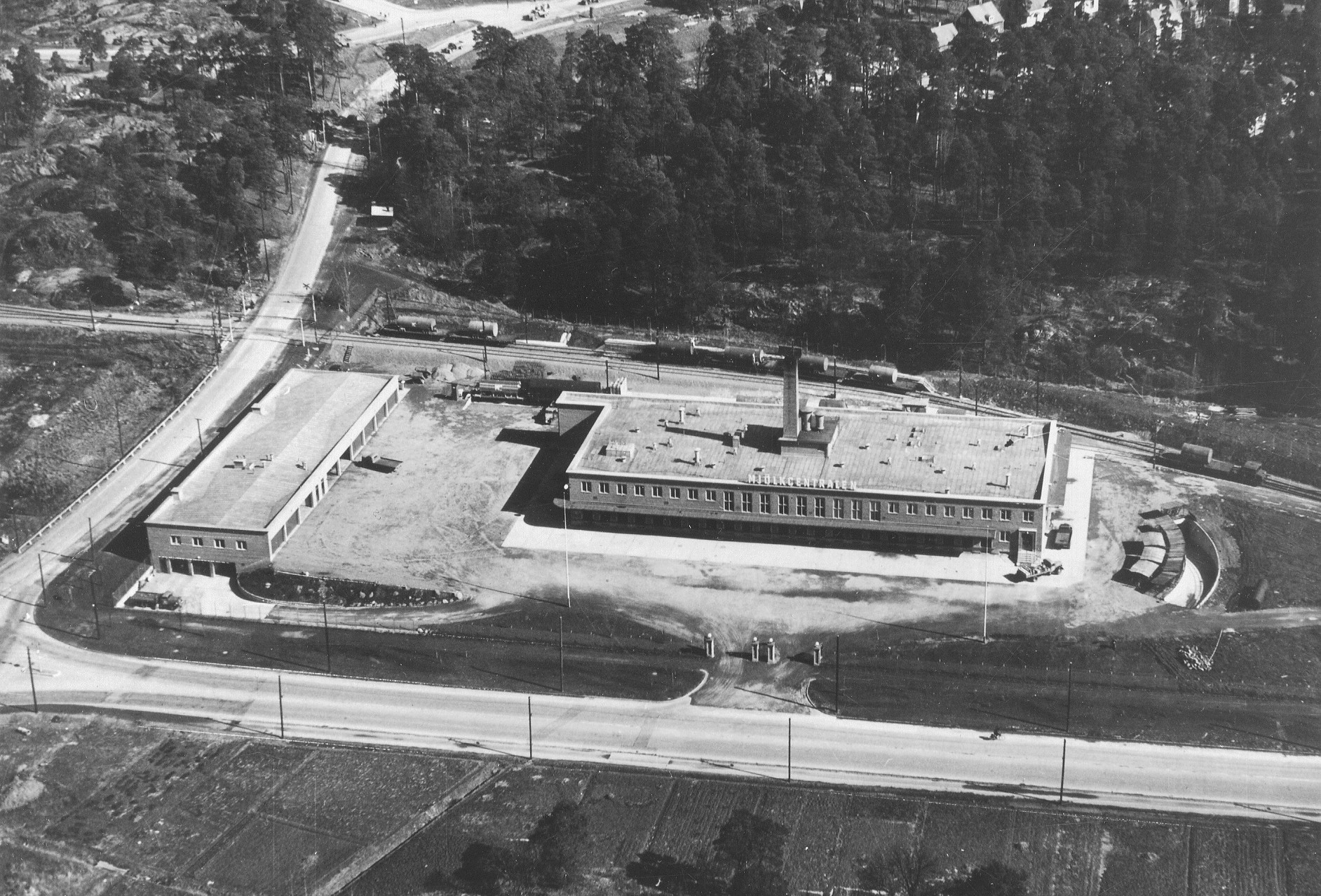
Enskedemejeriet konstruerad 1943 av Looström & Gelin, foto: Oscar Bladh 1947.

- Stallmästaren 11 (Fredriksdalsgatan 3) - 1905
- Veterinären 10 (Grevgatan 67) - 1912
- Tofslärkan 4 (Odengatan 9) - 1912
- Lövsångaren 3 (Odengatan 21) - 1912
- Skatan 1 (Karlavägen 11) - 1912
- Norra Stationsgatan 53 - 1916
- Norra Stationsgatan 51 - 1916
- Norrtullsgatan 67 - 1916
- Musketören 10 - 1916
- Trumslagaren 15 - 1925
- Vedbäraren 19 - 1926
- Humlegården 57 - 1929
- Stora Essingens folkskola - 1930-tal
- Enskedemejeriet - 1943

Nyare uppdrag
- Östermalms Saluhall (renovering) - 2013
- Tillfällig Saluhall på Östermalmstorg - 2015
- Svenska ambassaden i Peking, Kina
- Bank Hotel - 2017
- Scandinavian XPO - 2018
- Vildmannen 7 (återuppbyggnad efter brand) - 2019